# Hugo Priivits
Hugo Priivits, född 24 juli 1923 i Kaisma, Pärnumaa, död 9 juni 1972 i Rådmansö församling, Stockholms län, var en estländsk-svensk arkitekt. 
Priivits, som var son till lantbrukare Aleksander Priivits och Anna Matiisen, avlade studentexamen i Vändra 1942. Efter att ha flytt till Sverige utexaminerades han från Högre konstindustriella skolan i Stockholm 1956. Han blev byggnadsritare vid AB Nordiska Trähus i Vaggeryd 1947, mätningstekniker vid Nybro stads byggnadsindustri 1949, byggnadsritare vid AB Svenska Trähus i Stockholm 1950, byggnadsingenjör hos arkitekterna Tore Forsman och Ulf Snellman 1950, hos arkitekterna Sven Backström och Leif Reinius 1951–1954 och från 1956.